# Jana agrippina
Jana agrippina är en fjärilsart som beskrevs av Weym. Jana agrippina ingår i släktet Jana och familjen Eupterotidae. Inga underarter finns listade i Catalogue of Life.